# Endlich Witwe
Endlich Witwe (Originaltitel Enfin veuve) ist eine französische Komödie aus dem Jahr 2007, in Deutschland startete der Film Anfang 2009. Regie führte Isabelle Mergault, die zusammen mit Jean-Pierre Hasson auch das Drehbuch schrieb.

## Handlung
Anne-Marie Gratigny führt eine mittlerweile unglückliche Ehe mit dem erfolgreichen Schönheitschirurgen Gilbert Gratigny. Materiell kann er ihr zwar neben der Villa mit Meerblick alles bieten, allerdings findet sie ihn nicht mehr attraktiv, während er von ihr nur noch genervt ist.
Lichtblicke sind für Anne-Marie nur ihr Joggen am Strand, bei dem sie laut singt, und Stunden mit ihrem Liebhaber Léo Labaume. Die beiden führen bereits seit zwei Jahren eine Beziehung. Zwar spielt Anne-Marie mit dem Gedanken, sich von ihrem Mann zu trennen, bringt den Mut hierzu letztlich aber nicht auf.
Der plötzliche Tod Gilberts bei einem Autounfall erleichtert sie also mehr, als dass sie um ihren Mann trauert. Léo plant, mit ihr in Hongkong, wo ihm eine Stelle als Bootsbauer angeboten wurde, neu anzufangen.
Unglücklicherweise liegt vor diesem Happy End für die beiden noch die Beerdigung Gilberts inklusive Besuch der Verwandten samt Sohn, die kurzerhand in die Villa einziehen und Anne-Marie mit ihrer Fürsorglichkeit zu erdrücken drohen. Eine Herausforderung für sie, da sie nun die trauernde Witwe mimen und ihre Affäre weiterhin geheim halten muss.
Während sie sich mit einem Lachanfall durch die Beerdigung kämpft, sitzt sie nach dem erlösenden Tod ihres Gatten nunmehr inmitten der Familie noch tiefer in der Falle als zuvor und lernt schließlich, dass es sich lohnt, zu seinen wahren Gefühlen zu stehen.

## Kritiken
„Nach ihrem Sensationserfolg ‚Sie sind ein schöner Mann!‘ konnte die französische Regisseurin Isabelle Mergault auch mit ihrer zweiten Komödie beim heimischen Zuschauer punkten. Weniger subtil denn albern schildert sie die Wirren von Lug und Trug, Begierde und Bedauern. Dennoch stimmt die Tonlage, überzeugt das skurrile Personal und die Ensembleleistung und die Komik kommt auf den Punkt.“

„Die französische Komödie von Regisseurin Isabelle Mergault strapaziert aber nicht nur die Geduld des Publikums, sondern auch den ein oder anderen Witz, der höchstens ein Schmunzeln hervorzulocken mag.“

„Unter dem ganzen Humor – der bisweilen an Woody Allen erinnert – schimmert […] immer eine gewisse Ernsthaftigkeit hindurch, die brisante gesellschaftliche Probleme auf ironische, bisweilen sarkastische Weise beleuchtet. Das wird einem aber erst nach dem Kinobesuch deutlich, denn während der neunzig Minuten im Kinosaal gibt man sich ganz dieser Komödie hin, ohne tiefsinnige Gedanken zu hegen. […] Darin liegt denn auch die einzige Schwachstelle von Endlich Witwe, da der Humor manchmal ein wenig überhand nimmt, und es in diesem Film so gut wie keinen Dialog gibt, der nicht darauf ausgerichtet ist, zur Lachnummer zu werden. […] Dennoch überzeugt Endlich Witwe in seiner Gänze und lebt vom französischen Lebenscharme, der vor allem durch den Liebhaber Léo wunderbar präsentiert wird […] Es sind auch die skurrilen Nebenrollen, die der Komödie eine humorvolle Tiefsinnigkeit geben. […] Dass es bei diesen Krankheiten eigentlich nichts zu lachen gibt, liegt auf der Hand. Man tut es trotzdem, und das sogar ohne schlechtes Gewissen!“

„Eher derbe Komödie mit karikierenden Milieuzeichnungen und burlesken Situationen, deren Hang zu Übertreibungen mitunter zu eskalieren droht.“

„Geboten bekommt der frankophile Kino-Connaisseur hier eine zwar hinlänglich unterhaltsame, aber nie wirklich überzeugende, da letztlich viel zu harmlose und streckenweise sogar etwas peinlich bemüht wirkende Boulevard-Komödie, deren Humor leider auch nicht mehr der frischeste ist.“

„Verglichen mit anderen französischen Komödien reiht Endlich Witwe sich eher bei den seichten, klamaukigen Filmen ein als bei den wirklich edlen Komödienklassikern wie zum Beispiel Der große Blonde mit dem schwarzen Schuh […] oder Brust oder Keule. Man kann den Film eher für eine aufwendige, gelungene TV-Produktion halten. Gegen wirklich rundum gelungene Komödien wie Willkommen bei den Sch'tis kommt er jedoch keineswegs an. Dennoch verspricht Endlich Witwe einen kurzweiligen Kinoabend mit Freunden. Man sollte sich eben nur die richtigen Freunde für den Kinobesuch aussuchen: Gruppen, die sich gern ein wenig in Gelächter hineinsteigern, vielleicht sogar nach einem Aperitif, dürften den Film wirklich gut genießen können.“